# José Zelaye
José Luis Zelaye (General Alvear, 17 settembre 1978) è un ex calciatore argentino, di ruolo difensore.